# Øster Velling-Helstrup-Grensten Landkommune
Øster Velling-Helstrup-Grensten Landkommune var en sognekommune i det oprindelige Viborg Amt, der blev oprettet i 1842 og nedlagt med Kommunalreformen i 1970. 
I 1970–2006 var de tre sogne en del af Langå Kommune i den nydannede Århus Amt. Siden Strukturreformen i 2007 tilhører sognene den nydannede Randers Kommune i Region Midtjylland.
De tre sogne ligger i Middelsom Herred.

## Øster Velling-Helstrup-Grensten Pastorat
De tre sogne tilhører Øster Velling-Helstrup-Grensten Pastorat .